# Elisabetta Tasca
 (janvier 2017).
Si vous disposez d'ouvrages ou d'articles de référence ou si vous connaissez des sites web de qualité traitant du thème abordé ici, merci de compléter l'article en donnant les références utiles à sa vérifiabilité et en les liant à la section « Notes et références ».
Pour les articles homonymes, voir Tasca.
Elisabetta Tasca (24 avril 1899 - 3 novembre 1978), était une épouse et mère de famille italienne, connue pour sa ferveur catholique. Elle est reconnue vénérable par l'Église catholique, qui la présente comme un modèle de vie conjugale.

## Biographie
Elisabetta Tasca est issue d'une famille modeste de paysans. Elevée dans les préceptes de la foi catholique, elle se distingue de ses compagnes pour son attrait de la prière et sa bonté. Tous les matins, elle participe à la messe avec ferveur et le reste de la journée, elle aide sa mère dans les travaux ménagers.
Le 6 avril 1921, elle épouse Giuseppe Serena. Le ménage n'est pas riche mais heureux. Douze enfants naissent de leur union. Elisabetta les élève dans les valeurs chrétiennes, et quatre d'entre eux entreront dans la vie religieuse. Ce sera pour elle une grande joie que de les voir embrasser le sacerdoce ou la vie consacrée. Ceux qui ne sont pas entrer en religion se marieront et auront de nombreux enfants, et seront fidèles à l'éducation catholique reçue.
Elisabetta Tasca suit la direction spirituelle de saint Léopold Mandic, qui est son confesseur. Membre actif de sa paroisse, elle fait le catéchisme aux enfants, participe à l'organisation de messes et festivités, à des groupes de prières, et visite les malades.
Lorsque son mari tombe malade, elle l'assiste de son aide permanente jusqu'à sa mort, survenue en 1967. Dès lors, elle s'occupe de ses enfants et petits-enfants et continu son engagement dans sa paroisse. Les dernières années de sa vie, elle connaît la maladie et les souffrances. Elle les accepte avec joie et se prépare sereinement à la mort.

## Béatification
Le 7 décembre 2014, le pape François reconnaît l'héroïcité de ses vertus et la déclare vénérable.